# Majors (música)
Se conoce como a las majors a las tres compañías discográficas que lideran el mercado mundial de la industria musical, como también a los grupos y artistas que pertenecen a ellas. Se las ha llamado así en imitación de las majors del cine, fundadas ellas entre los años 1910 y 1920.
A finales de 2004, después de la fusión de Sony Music Entertainment y BMG Entertainment en Sony BMG Music Entertainment, cuatro sociedades pasaron a compartir la mayor parte del mercado. En 2011, Universal Music Group adquirió EMI dando paso a las denominadas Big Three que operan al día de hoy, estas representan en la actualidad el 73% del mercado mundial que involucra las ventas de producciones musicales:
| Matriz de la discográfica (conglomerado) | Discográfica                | Porcentaje global |
| ---------------------------------------- | --------------------------- | ----------------- |
| Vivendi                                  | Universal Music Group (UMG) | 31,9%             |
| Sony Entertainment ( Sony)               | Sony Music (SME)            | 22,1%             |
| Access Industries                        | Warner Music Group (WMG)    | 16%               |